# Urceola lucida
Urceola lucida là một loài thực vật có hoa trong họ La bố ma. Loài này được (A.DC.) Benth. & Hook.f. miêu tả khoa học đầu tiên năm 1876.